# Blackburn Cirrus Midget
Der Blackburn Cirrus Midget war ein Kolbenflugmotor des britischen Herstellers Blackburn Aircraft und für die allgemeine Luftfahrt bestimmt. Der 1937 vorgestellte Vierzylinder-OHV-Motor wurde 1938 versuchsweise in eine Chilton Monoplane eingebaut, eine Serienfertigung unterblieb jedoch.
Die konstruktive Auslegung des Motors ähnelt der des Blackburn Cirrus Minor. Es handelte sich um einen luftgekühlten Motor mit hängenden Zylindern. Mit Gemisch wurde er von einem Fallstromvergaser versorgt. Die Luftschraube wurde ohne Getriebe direkt von der Kurbelwelle angetrieben. Hinten am Motor war der Hilfsgeräteantriebsdeckel angeflanscht.

## Technische Daten
- Bohrung 85 mm
- Hub 100 mm
- Hubraum 2270 cm³
- Verdichtung 6,0:1
- Länge 930 mm
- Breite 360 mm
- Höhe 550 mm
- Gewicht 70 kg
- Startleistung 55 PS (40 kW) bei einer Drehzahl von 2600/min
- Reiseleistung 48 PS (35 kW) bei 2300/min